# Lemula testaceipennis
Lemula testaceipennis är en skalbaggsart som beskrevs av J. Linsley Gressitt 1939. Lemula testaceipennis ingår i släktet Lemula och familjen långhorningar. Inga underarter finns listade i Catalogue of Life.